# Sylvester Carmel Magro
Sylvester Carmel Magro OFM (* 14. Februar 1941 in Rabat, Malta; † 20. Januar 2018 in Msida) war ein maltesischer Ordensgeistlicher und Apostolischer Vikar von Benghazi.

## Leben
Sylvester Carmel Magro trat 1957 in die Ordensgemeinschaft der Franziskaner ein, studierte Philosophie und Theologie am Franziskanerseminar in Rabat und empfing am 26. März 1966 das Sakrament der Priesterweihe. Weitere Studien folgten an der Päpstlichen Universität Antonianum, der Ordenshochschule der Franziskaner in Rom, und der Päpstlichen Lateranuniversität in Rom, wo er in Dogmatik und in Pastoraltheologie promoviert wurde. Er kehrte nach Malta zurück und unterrichtete zunächst an dem Seminar der Franziskaner. 1982 wurde er Pfarrer der Herz-Jesu-Gemeinde in Sliema. 1988 trat er der Franziskanermission der Provinz Mailand in Libyen bei und übernahm 1991 die Leitung der Provinz Malta. 1991 wurde er unter Giovanni Innocenzo Martinelli Generalvikar und war Kaplan für die maltesischen und englischsprachigen Gemeinden in Libyen.
Am 10. März 1997 ernannte ihn Papst Johannes Paul II. zum Titularbischof von Saldae und bestellte ihn zum Apostolischen Vikar von Benghazi. Der Apostolische Nuntius in Libyen, Erzbischof José Sebastián Laboa Gallego, spendete ihm am 11. Mai desselben Jahres die Bischofsweihe; Mitkonsekratoren waren der Erzbischof von Malta, Joseph Mercieca, und der Apostolische Vikar von Tripolis, Giovanni Innocenzo Martinelli OFM.
Papst Franziskus nahm am 14. Februar 2016 seinen altersbedingten Rücktritt an.

## Auszeichnungen
- 2002: Verdienstorden der Republik Polen (Ritter) für seine Arbeit in der polnischen katholischen Gemeinschaft in Libyen[4]
- 2012: National Order of Merit (Offizier)[5]